# World Doubles Championships 1984
Il World Doubles Championships 1984 è stato un torneo di tennis femminile che si è giocato a Tokyo in Giappone dal 5 all'11 marzo su campi in sintetico indoor. È stata la 9ª edizione del torneo.

## Campionesse

### Doppio
Ann Kiyomura /  Pam Shriver hanno battuto in finale  Barbara Jordan /  Elizabeth Sayers con il punteggio di 6–3, 6–7, 6–3